# Quân hàm lực lượng Waffen-SS
Dưới đây là bảng so sánh hệ thống cấp bậc và cấp hiệu cuối cùng của lực lượng Waffen-SS, được sử dụng từ tháng 4 năm 1942 đến tháng 5 năm 1945, so với hệ thống quân hàm của Wehrmacht. Cấp bậc cao nhất của lực lượng SS kết hợp (tiếng Đức: Gesamt-SS) là Reichsführer-SS (Lãnh đạo đế chế SS) và Oberster Führer der SS (Tổng tư lệnh); tuy nhiên, trong lực lượng Waffen-SS không có cấp bậc tương đương với cấp bậc này.

## Bảng so sánh
| Phù hiệu                    | Phù hiệu                                    | Phù hiệu                                          | Danh xưng                                                                                            | Cấp bậc tương đương trong Lục quân Đức Quốc xã | Chuyển ngữ tiếng Việt               |
| Cổ áo                       | Cầu vai                                     | Cổ tay (parka)                                    | Danh xưng                                                                                            | Cấp bậc tương đương trong Lục quân Đức Quốc xã | Chuyển ngữ tiếng Việt               |
| --------------------------- | ------------------------------------------- | ------------------------------------------------- | --- | ---------------------------------------------- | ----------------------------------- |
| Cấp Tướng lĩnh              |                                             |                                                   | |                                                |                                     |
|                             |                                             |                                                   | Reichsführer-SS (Lãnh đạo Đế chế SS)                                                                 | Generalfeldmarschall                           | Thống chế SS                        |
|                             |                                             |                                                   | SS-Oberst-Gruppenführer und Generaloberst der Waffen-SS (Đoàn trưởng tối cao và Đại tướng Waffen-SS) | Generaloberst                                  | Đại tướng SS                        |
|                             |                                             |                                                   | SS-Obergruppenführer und General der Waffen-SS (Đoàn trưởng cao cấp và Thượng tướng Waffen-SS)       | General der Waffengattung                      | Thượng tướng SS                     |
|                             |                                             |                                                   | SS-Gruppenführer und Generalleutnant der Waffen-SS (Đoàn trưởng và Trung tướng Waffen-SS)            | Generalleutnant                                | Trung tướng SS                      |
|                             |                                             |                                                   | SS-Brigadeführer und Generalmajor der Waffen-SS (Lữ đoàn trưởng và Thiếu tướng Waffen-SS)            | Generalmajor                                   | Thiếu tướng SS                      |
| Cấp Sĩ quan                 |                                             |                                                   | |                                                |                                     |
|                             |                                             |                                                   | SS-Oberführer (Lãnh đạo cấp cao SS)                                                                  | Kommodore                                      | Chuẩn tướng SS                      |
|                             |                                             | SS-Standartenführer (Lãnh đạo tiêu chuẩn SS)      | Oberst                                                                                               | Đại tá SS                                      |                                     |
|                             |                                             |                                                   | SS-Obersturmbannführer (Lãnh đạo đơn vị đột kích cấp cao SS)                                         | Oberstleutnant                                 | Trung tá SS                         |
|                             |                                             |                                                   | SS-Sturmbannführer (Lãnh đạo đơn vị đột kích SS)                                                     | Major                                          | Thiếu tá SS                         |
|                             |                                             |                                                   | SS-Hauptsturmführer (Lãnh đạo đột kích chính SS)                                                     | Hauptmann/Rittmeister                          | Đại úy SS                           |
|                             |                                             |                                                   | SS-Obersturmführer (Lãnh đạo đột kích cao cấp SS)                                                    | Oberleutnant                                   | Trung úy SS                         |
|                             |                                             |                                                   | SS-Untersturmführer (Lãnh đạo đột kích cấp thấp SS)                                                  | Leutnant                                       | Thiếu úy SS                         |
| Cấp Hạ sĩ quan              |                                             |                                                   | |                                                |                                     |
|                             |                                             |                                                   | SS-Sturmscharführer (Đội trưởng xung kích SS)                                                        | Stabsfeldwebel                                 | Thượng sĩ tham mưu SS               |
| Nhiều Tùy thuộc vào cấp bậc | Nhiều Tùy thuộc vào cấp bậc                 |                                                   | SS-Stabsscharführer (Đội trưởng tham mưu SS)                                                         | Hauptfeldwebel                                 |                                     |
|                             |                                             |                                                   | SS-Hauptscharführer (Đội trưởng chính SS)                                                            | Oberfeldwebel                                  | Thượng sĩ SS                        |
|                             | SS-Standartenoberjunker OA Ứng viên sĩ quan | Fahnenjunker-Oberfeldwebel OA Ứng viên sĩ quan    | |                                                |                                     |
|                             |                                             |                                                   | SS-Oberscharführer (Đội trưởng cấp cao SS)                                                           | Feldwebel                                      | Trung sĩ SS                         |
|                             | SS-Standartenjunker OA Ứng viên sĩ quan     | Fahnenjunker-Feldwebel OA Ứng viên sĩ quan        | |                                                |                                     |
|                             |                                             |                                                   | SS-Scharführer (Đội trưởng SS)                                                                       | Unterfeldwebel                                 | Hạ sĩ SS                            |
|                             | SS-Oberjunker OA Ứng viên sĩ quan           | Fahnenjunker-Unterfeldwebel OA Ứng viên sĩ quan   | |                                                |                                     |
|                             |                                             |                                                   | SS-Unterscharführer (Đội trưởng cấp thấp SS)                                                         | Unteroffizier                                  | Hạ-sĩ quan SS / Sĩ quan cấp dưới SS |
|                             | SS-Junker OA Ứng viên sĩ quan               | Fahnenjunker-Unteroffizier OA (Ứng viên sĩ quan)  | Thiếu sinh quân - Hạ-sĩ quan SS / Thiếu sinh quân - Sĩ quan cấp dưới SS                              |                                                |                                     |
| Cấp Binh                    |                                             |                                                   | |                                                |                                     |
| Không có tương đương        | Không có tương đương                        | Không có tương đương                              | Không có tương đương                                                                                 | Stabsgefreiter                                 | Tham mưu "Miễn" SS                  |
|                             |                                             |                                                   | SS-Rottenführer (Tiểu đội trưởng SS)                                                                 | Obergefreiter                                  | Thượng "Miễn" SS                    |
|                             |                                             | SS-Sturmmann (Xung kích viên SS)                  | Gefreiter                                                                                            | "Miễn" SS                                      |                                     |
|                             |                                             | SS-Oberschütze (Lính mang súng trường cao cấp SS) | Oberschütze                                                                                          | Thượng binh SS                                 |                                     |
| Không có phù hiệu           | SS-Schütze (Lính mang súng trường SS)       | Soldat, Schütze, Grenadier                        | Binh SS                                                                                              |                                                |                                     |

Khác
- Các cấp bậc SS-Bewerber và SS-Anwärter bị loại bỏ khỏi hệ thống cấp bậc của Waffen-SS trước năm 1941.[8]